# Todor Nikolov
Todor Kristev Nikolov (Bulgaars: Тодор Кръстев Николов) (Stara Zagora, 1 juni 1945 - aldaar, 9 mei 2000) is een voormalig Bulgaars voetballer. Hij heeft gespeeld bij Beroe Stara Zagora en OFC Sliven 2000

## Loopbaan
Nikolov speelde bij Bulgarije een 8 wedstrijden tussen 1967 tot 1977. Hij nam deel van de selectie voor Olympische voetbal. Hij won een zilveren medaille op de Olympische Zomerspelen in 1968.
Nikolov overleed op 9 mei 2000.

## Erelijst
- Olympische spelen 1968 : 1968 (Zilver)